# Saint-Jean-de-Bassel

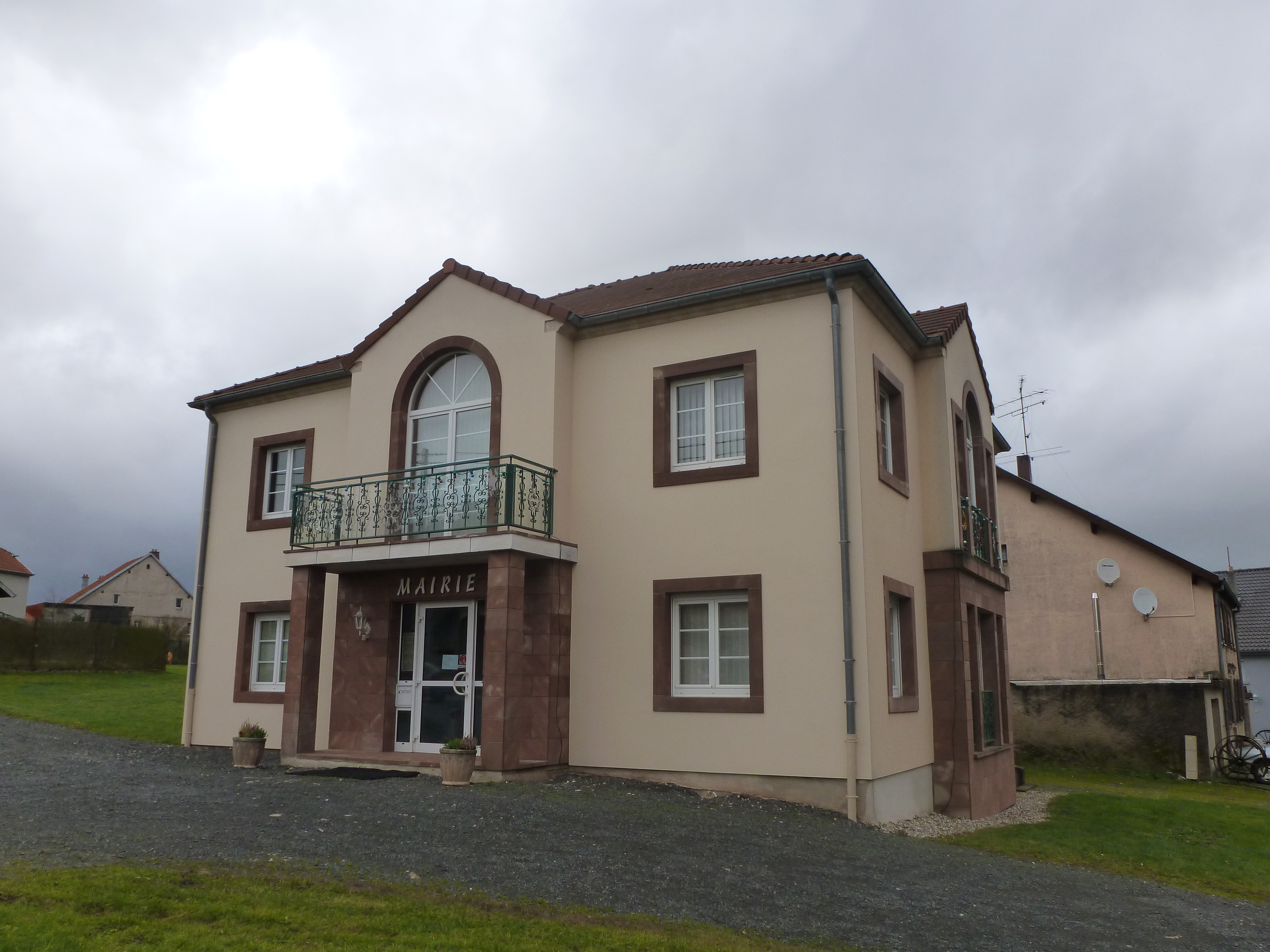
Rathaus (Mairie)

Saint-Jean-de-Bassel (deutsch Sankt Johann von Bassel, 1940–1944 Basseln) ist eine französische Gemeinde mit 319 Einwohnern (Stand 1. Januar 2022) im Département Moselle in der Region Grand Est (bis 2015 Lothringen)-

## Geographie
Die Gemeinde  liegt in Lothringen, etwa achtzig Kilometer südöstlich von Metz, neun Kilometer nordwestlich von Sarrebourg (Saarburg) und fünf Kilometer südlich von  Fénétrange (Finstingen) auf der Höhe des linken Saarufers im Vorland der Vogesen. Im Nordosten reicht das Gemeindegebiet auf 200 m an die Saar heran. An der nordwestlichen Gemeindegrenze verläuft der Naubach.

## Geschichte
Ältere  Ortsbezeichnungen sind  Bassola (1240), Bassele (14. Jh.), Claustrum s. Johannis au Bassel, silva de Bassel (15. Jh.) und Sainct-Jehan-Bassel sowie Sainct-Jehan-de-Bassel  (1476). Die Ortschaft gehörte früher zum Bistum Metz im Heiligen Römischen Reich und war im 15. Jahrhundert ein Sitz des Malteserordens, nach dessen Schutzpatron er auch benannt ist. Es gibt ein Kloster der Schwestern der Göttlichen Vorsehung (Sœurs de la Divine Providence) im Ort. Das Dorf kam 1766 zu Frankreich.
Durch den Frankfurter Frieden vom 10. Mai 1871 kam das Gebiet an das deutsche Reichsland Elsaß-Lothringen, und das Dorf wurde dem Kreis Saarburg im Bezirk Lothringen zugeordnet. Die Dorfbewohner betrieben Getreide-, Obst- und Gemüsebau.
Nach dem Ersten Weltkrieg musste die Region aufgrund der Bestimmungen des Versailler Vertrags 1919 an Frankreich abgetreten werden. Im Zweiten Weltkrieg war das Gebiet von der deutschen Wehrmacht besetzt, und das Dorf stand bis 1944 unter deutscher Verwaltung.
In der Nacht vom 21. auf den 22. November 1940 wurden die Nonnen des Klosters im Zuge der Säuberungspolitik mit innerhalb weniger Stunden und mit Gewalt aus der Moselle vertrieben. Trotz Beschwerden über die unmenschliche Behandlung durch die Gestapo wurde bei der Untersuchung kein offizielles Fehlverhalten festgestellt.

### Bevölkerungsentwicklung
| Jahr      | 1962 | 1968 | 1975 | 1982 | 1990 | 1999 | 2007 | 2019 |
| Einwohner | 277  | 376  | 382  | 336  | 341  | 338  | 344  | 357  |

Ortsbilder
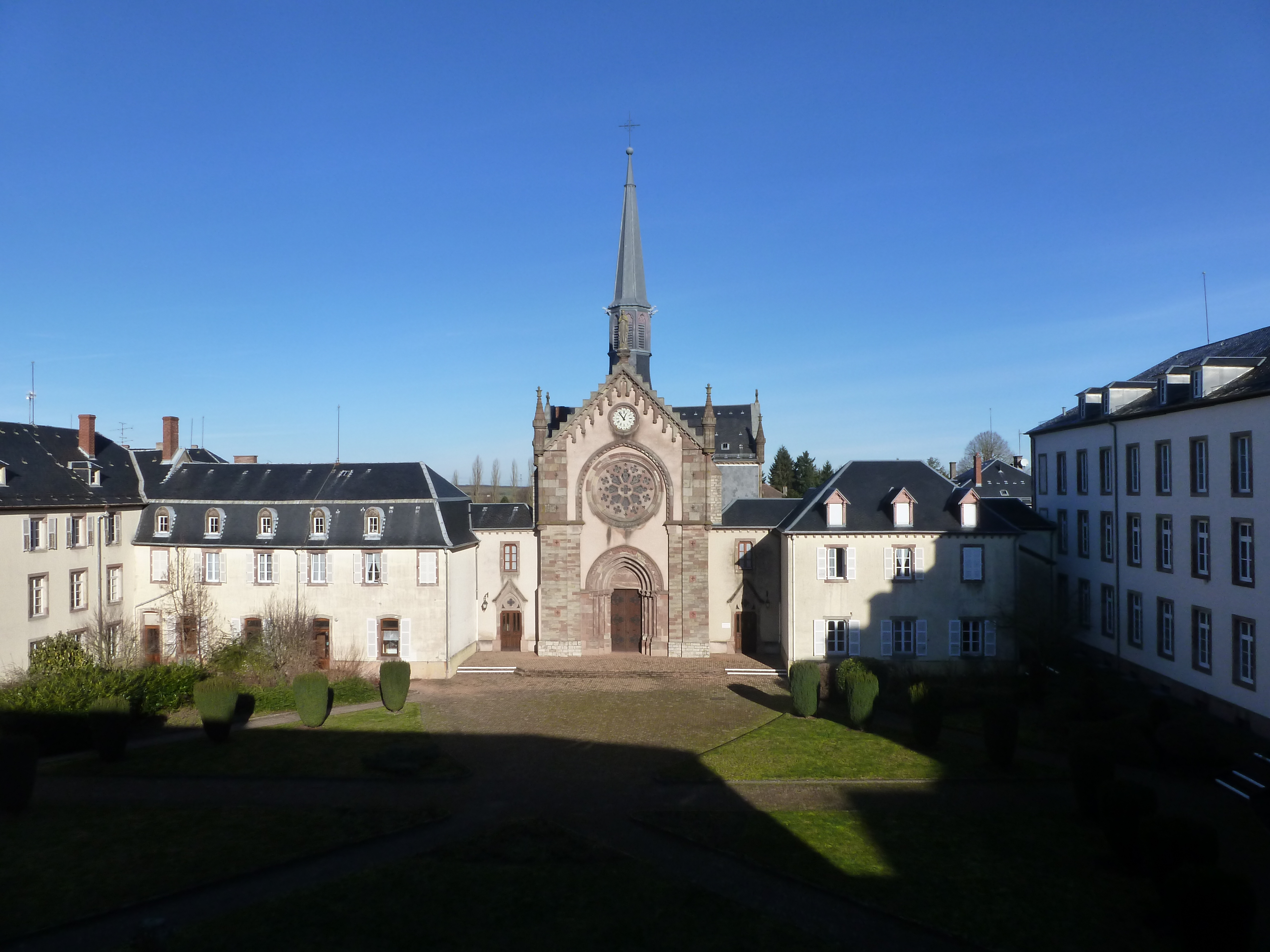
Kloster der Schwestern der Göttlichen Vorsehung
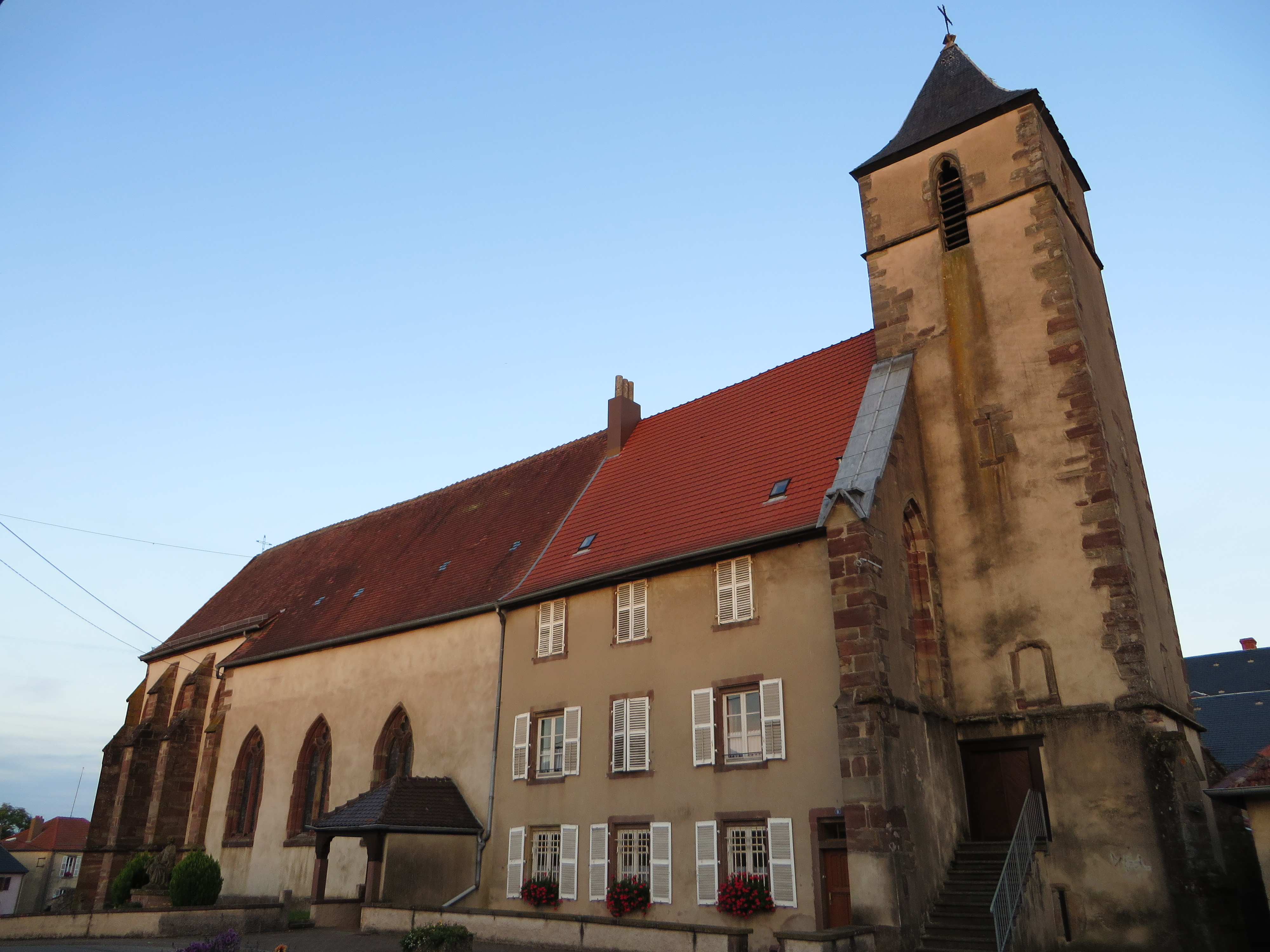
Kirche Johannes der Täufer (Saint-Jean-Baptiste)
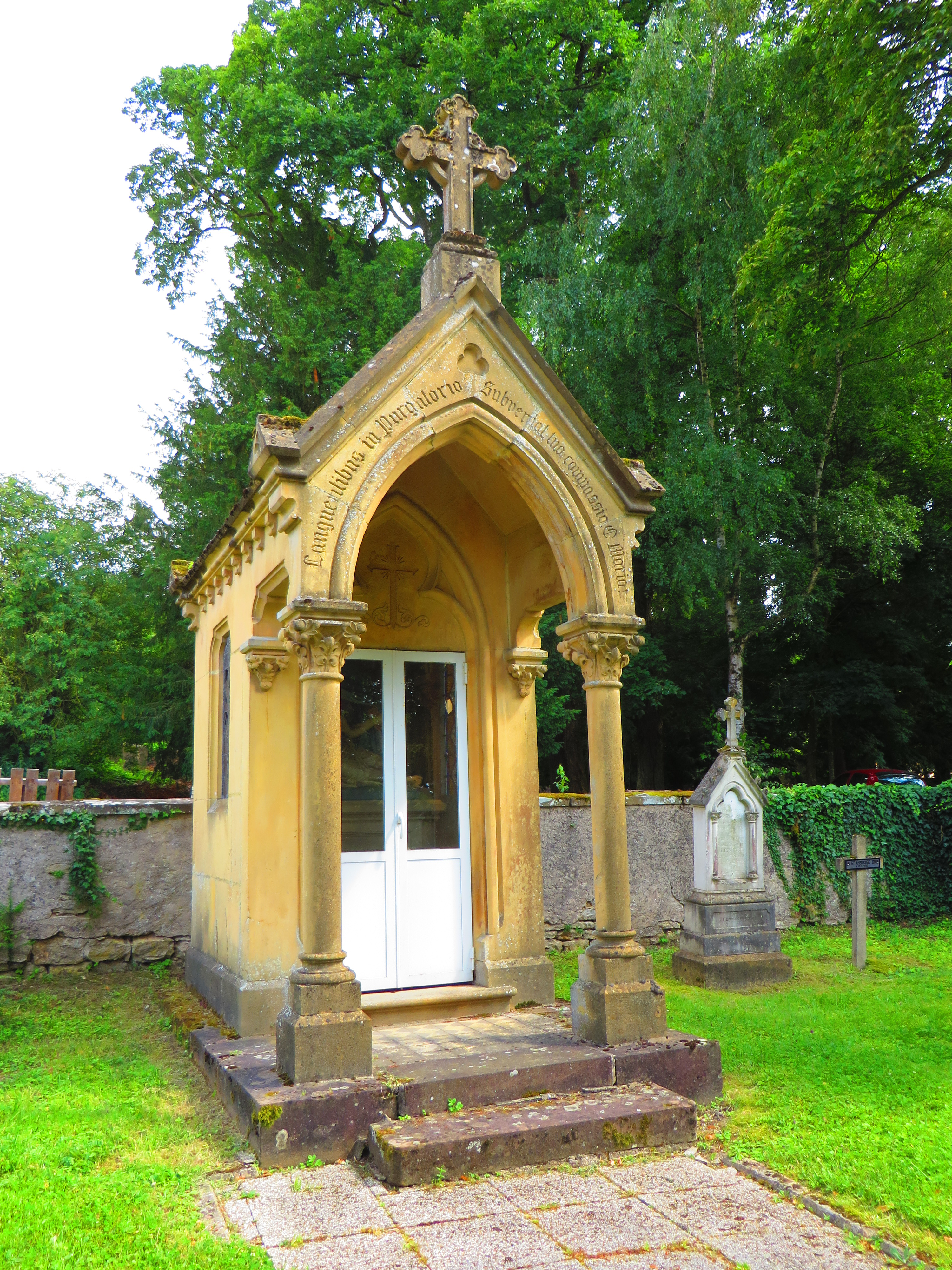
Kapelle der Jungfrau Maria
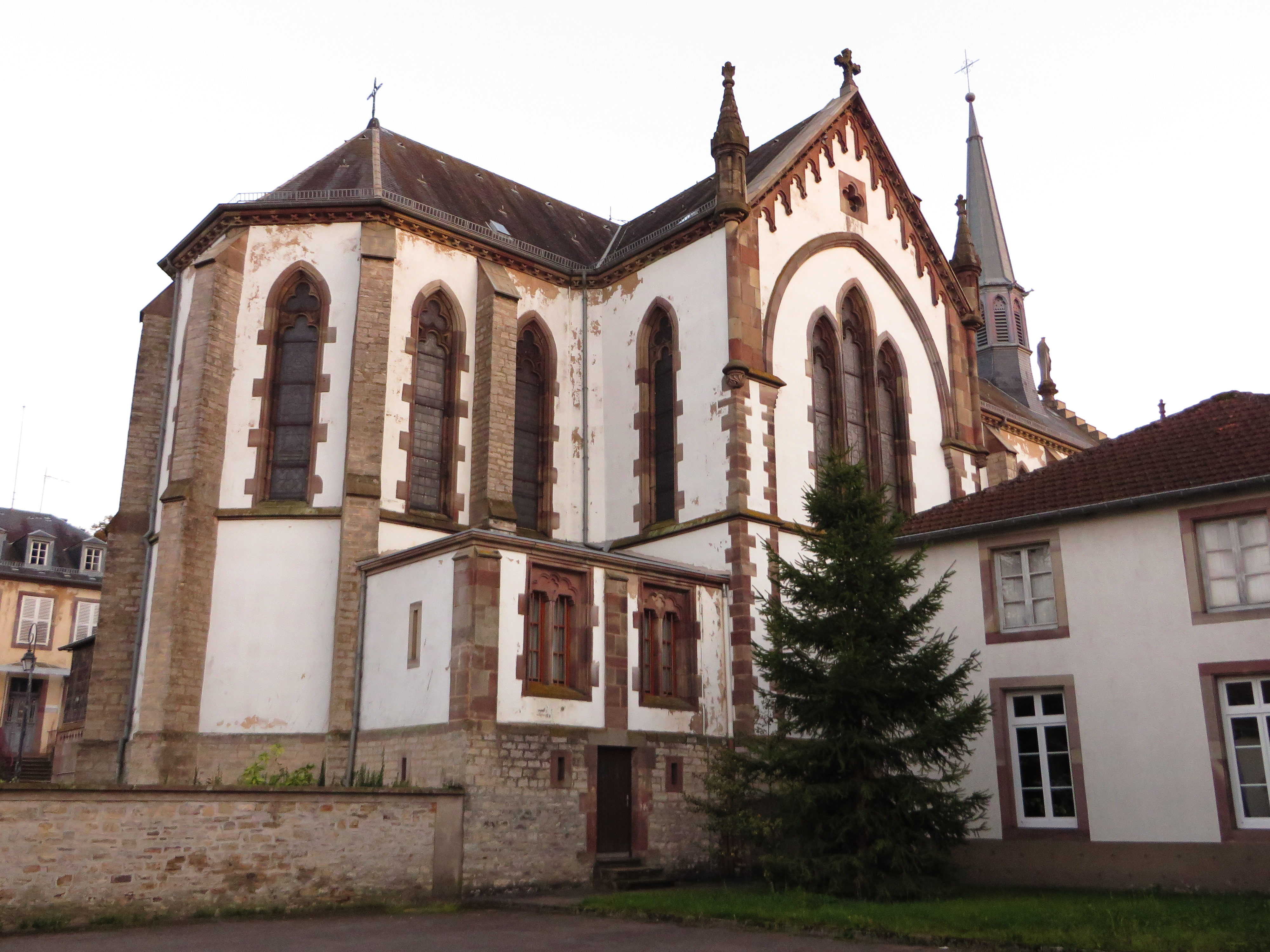
Klosterkapelle St. Anna
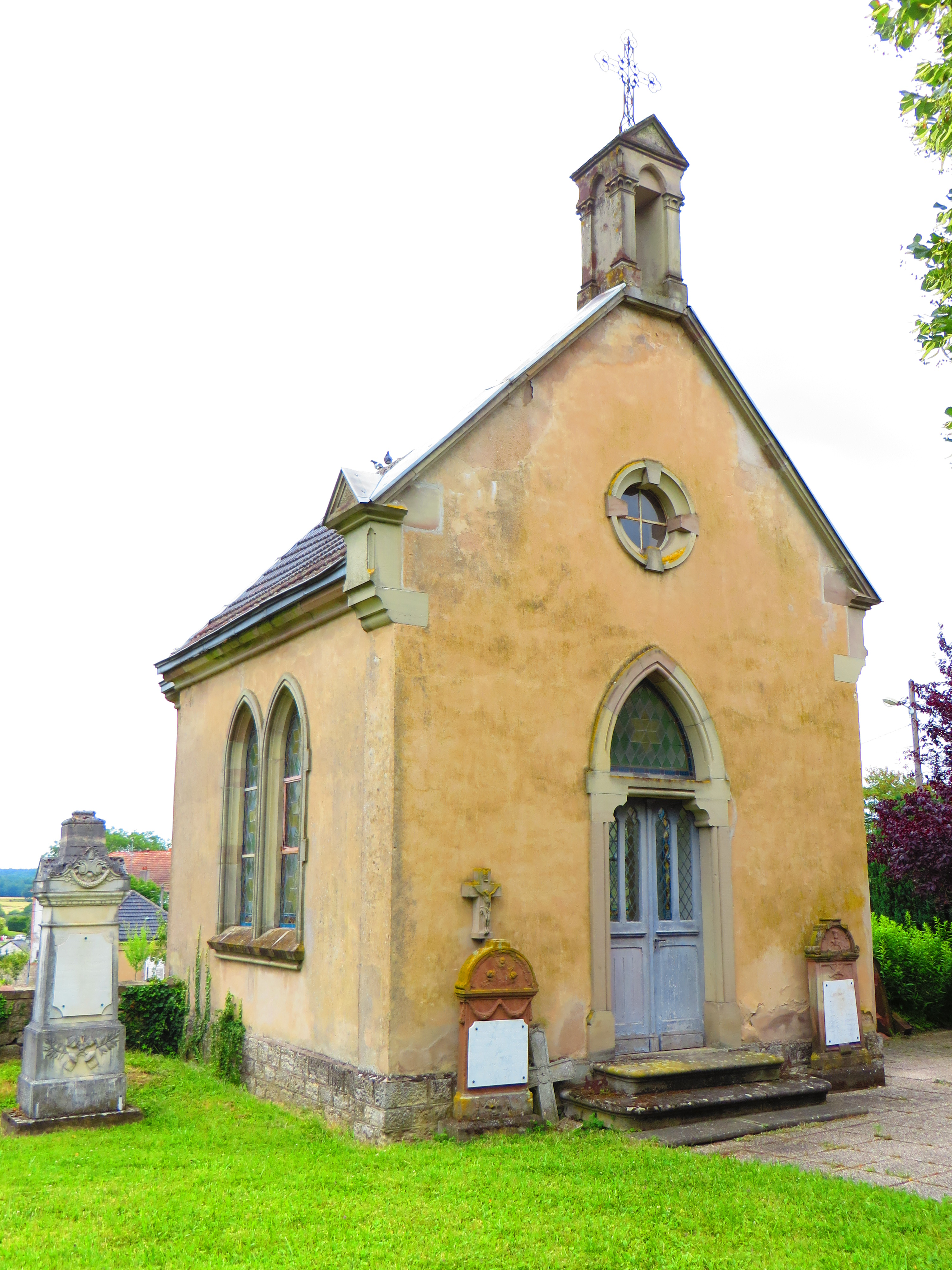
Friedhofskapelle